# Heterocerus mirus
Heterocerus mirus är en skalbaggsart som beskrevs av Miller 1994. Heterocerus mirus ingår i släktet Heterocerus och familjen strandgrävbaggar. Inga underarter finns listade i Catalogue of Life.